# Flashback (EP)
Flashback es el cuarto EP de la banda masculina surcoreana iKON. Fue lanzado bajoYG Entertainment el 3 de mayo de 2022. El miniálbum consta de seis canciones, incluido el sencillo "At Ease", que fue interpretado previamente por iKON en Kingdom: Legendary War, y el sencillo principal "BUT YOU".
Este EP, es la última obra musical de iKON bajo YG antes de su partida a 143 Entertainment a finales de año.

## Antecedentes y lanzamiento
El 11 de abril de 2022, YG  anunció el próximo regreso de iKON con un póster de 'Próximamente, Nuevo álbum' publicado en varias cuentas de las redes sociales de YG y de iKON. El 14 de abril de 2022, se lanzó un adelanto conceptual a través del canal oficial de YouTube de iKON y otras cuentas de redes sociales. El nombre del EP se anunció como FLASHBACK el 17 de abril de 2022.
El título del sencillo principal del miniálbum se anunció: "BUT YOU" el 22 de abril de 2022. El 24 de abril de 2022, se anunció que el EP constaría de seis canciones en total, siendo la sexta pista el sencillo lanzado anteriormente "At Ease". 
El 26 de abril de 2022 se lanzó el primer avance del video musical de "BUT YOU".Mientras que el sampler del álbum se lanzó el 30 de abril de 2022.
Las primeras cinco canciones de FLASHBACK se lanzaron en plataformas de música digital y streaming el 3 de mayo de 2022.
El video musical que acompaña a la canción principal, "BUT YOU", se lanzó al mismo tiempo en el canal oficial de iKON en YouTube. 
La sexta canción, "At Ease", que fue interpretada previamente por la agrupación durante su participación en Kingdom: Legendary War, estuvo disponible exclusivamente solo en CD pero la canción fue lanzada previamente digitalmente en todas las plataformas de transmisión el 28 de mayo de 2021.
Los CDs del álbum estuvieron disponibles para pedidos anticipados antes del lanzamiento del álbum y se lanzaron el 10 de mayo de 2022. Habían nueve versiones diferentes de los CD disponibles: Photobook en sus versiones: rojo y verde,, Digipack con versiones uno de cada miembro y Kit.

## Composición y escritura de canciones
Entre las seis canciones que son parte del álbum, el miembro DK, coescribió las letras de dos de las canciones: "FOR REAL?" y "NAME", co-compuso estas dos canciones, más "DRAGON". 
Mientras que, el otro miembro BOBBY, escribió la letra y co-compuso la segunda pista del miniálbum, además coescribió la letra de las demás pistas. Y el miembro JAY, co-compuso una de las seis pistas: "DRAGON".
Agregando que los compañeros de sello de iKON enYG, MINO y YOON, miembros de la banda  WINNER, coescribieron y co-compusieron una canción cada uno: "At Ease" y "GOLD" respectivamente.

## Rendimiento comercial
FLASHBACK debutó en el número 2 en el Gaon Album Chart en Corea del Sur, vendiendo 99,918 copias. 
En Japón, el miniálbum alcanzó el puesto número 10 en el Oricon Albums Chart. También encabezó la lista de iTunes en 18 países.
FLASHBACK tiene el récord de mayores ventas de álbumes de iKON en el primer día y en la primera semana, con ventas de 44.359 copias en el primer día y 73.362 copias en la primera semana.

## Lista de canciones
Lista de canciones y créditos según el 'TRACKLIST POSTER' publicados por YG. 

| Lanzamiento digital |             |                                           |                                               |                                    |          |  |
| N.º                 | Título      | Letras                                    | Música                                        | Arreglos                           | Duración |  |
| 1.                  | «BUT YOU»   | BOBBY, AiRPLAY, Kid Wine y Maribelle Anes | Kang Uk-jin, Diggy y Maribelle Anes           | Kang Uk-jin y Diggy                | 3:33     |  |
| 2.                  | «DRAGON»    | BOBBY                                     | BOBBY, DK, JAY, DEE.P, THE PROOF y MILLENNIUM | DEE.P, THE PROOF y MILLENNIUM      | 3:08     |  |
| 3.                  | «FOR REAL?» | BOBBY y DK                                | DK, Kang Uk-jin, Diggy y Lee Chang Woo        | Kang Uk-jin, Diggy y Lee Chang Woo | 3:23     |  |
| 4.                  | «GOLD»      | BOBBY y YOON                              | BOBBY, Kang Uk-jin y Diggy                    | Kang Uk-jin y Diggy                | 2:46     |  |
| 5.                  | «NAME»      | BOBBY, DK, Sonny y Se.A                   | DK, Sonny, Kang Uk-jin y Diggy                | Sonny, Kang Uk-jin y Diggy         | 3:58     |  |
| 17:18               |             |                                           |                                               |                                    |          |  |

| Disponible únicamente en su formato físico |           |              |                      |               |          |  |
| N.º                                        | Título    | Letras       | Música               | Arreglo       | Duración |  |
| 1.                                         | «At Ease» | BOBBY y MINO | MINO y FUTURE BOUNCE | FUTURE BOUNCE | 3:30     |  |
| 20:18                                      |           |              |                      |               |          |  |

## Listas musicales
| Chart (2022)                    | Posición más alta |
| ------------------------------- | ----------------- |
| Álbumes de Corea del Sur (Gaon) | 2                 |
| Álbumes japoneses (Oricon)      | 10                |

## Historial de versiones
| Región        | Fecha              | Formato(s) | Edición(es) | Agencia |
| ------------- | ------------------ | --- | ----------- | ------- |
| Varios        | 3 de mayo de 2022  | Descarga digital · Streaming                                                                                   | Estándar    | YG      |
| Corea del Sur | 10 de mayo de 2022 | CD: Photobook: versión «Red» y «Green»; Digipack: versión «JAY», «BOBBY», «JU-NE», «DK», «CHAN» y «SONG»; Kit. | Estándar    | YG      |